# تروریسم در عربستان سعودی

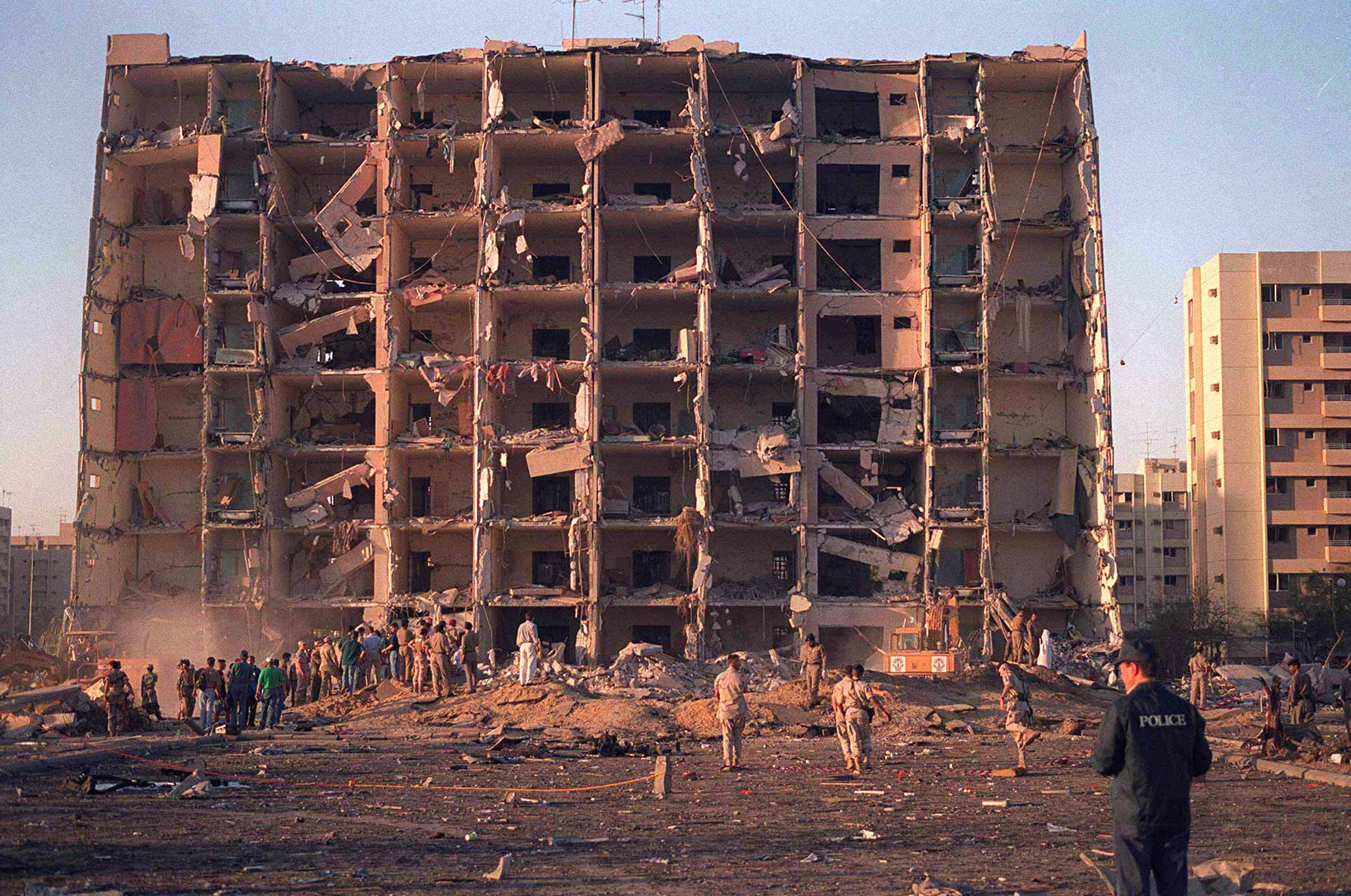
انفجار برج‌‌های ظهران در ۱۹۹۶میلادی که توسط تروریسم‌های عرب صورت گرفته شده‌است.

تروریسم در عربستان سعودی (انگلیسی: Terrorism in Saudi Arabia) به صورت رسمی به افراط گرایان اسلامی نسبت داده می‌شود. اهداف آن‌ها شامل غیرنظامیان خارجی - غربی‌هایی که در ارتباط با اقتصاد مبتنی بر نفت می‌باشند - و همچنین شهروندان عربستان و نیروهای امنیتی می‌باشند. حملات ضد غربی در عربستان سعودی از سال ۱۹۹۵ رخ داده‌است. خود عربستان سعودی نیز متهم به تأمین مالی تروریسم در کشورهای دیگر از جمله سوریه شده‌است.

## سوابق امر
پس از حمله صدام حسین به کویت در سال ۱۹۹۰ ایالات متحده نیروهایش را به عربستان سعودی فرستاد. پس از آنکه ائتلاف به رهبری ایالات متحده در جنگ خلیج فارس ۱۹۹۱ پیروز شد، نیروهایش به پایگاه‌های دیگر منتقل شدند، اما چند هزار از اعضای این نیروها که عمدتاً مربوط به عملیات دیده‌بانی جنوبی بودند، باقی ماندند. بسیاری از مسلمانان از حضور نیروهای ایالات متحده ناراحت بودند، زیرا این یک سنت مسلمانان محلی است که از اقامت دائم غیر مسلمانان در شبه جزیره عرب ممانعت کنند. اعتقاد بر این است که حتی اگر دلیل اصلی نباشد این یکی از دلایلی است که اسامه بن لادن، خواستار جهاد علیه ایالات متحده شد. تا سال ۱۹۹۵ هیچ تهاجمی علیه نیروهای آمریکایی و غربی‌ها در این کشور وجود نداشته‌است.
پس از حملات ۱۱ سپتامبر ۲۰۰۱، فشارهای جهانی بر روی دولت عربستان سعودی به منظور مقابله با ائمه‌های رادیکال در مورد موعظه‌های ضد آمریکایی در مساجد عربستان سعودی شروع شد. این فشارها وقتی معلوم شد که ۱۵ نفر از ۱۹ مظنونین اتباع عربستان سعودی بودند، افزایش یافت. پس از آن مقامات عربستان سعودی متعهد به انجام اقداماتی برای متوقف کردن این امامان شدند.

## گاهشمار

### ۲۰۰۰
در ۱۷ نوامبر۲۰۰۰، در مرکز ریاض در محل تقاطع جاده‌های اروپا و علیا (Oruba / Olaya)، انفجار بمبی در زیر خودروی کریستوفر ردوِی از اتباع بریتانیا را کشته و همسرش جین را زخمی کرد. این بمب در زیر وسیله نقلیه قرار داده شده بود که با نزدیک شدن به چراغ راهنمایی رانندگی منفجر شد.
هفته بعد در تاریخ ۲۲ نوامبر۲۰۰۰، در ریاض نزدیک به دفتر مرکزی نیروی هوایی سلطنتی عربستان، بمبی که بر روی وسیله نقلیه که توسط مارک پین تبعه بریتانیا رانندگی می‌شد، منفجر شد. گرچه راننده و سه سرنشین خوردو زخمی شدند، ولی همگی پس از این حمله زنده ماندند.
کمتر از یک ماه بعد در ۱۵ دسامبر۲۰۰۰ در الخبر، یک بمب کنارجاده ای کوچک در یک کارتن آب میوه روی خودرو (در پارکینگ سوپرمارکت سوکز- در حال حاضر پاندا) دیوید براون از اتباع بریتانیا هنگامی که تلاش کرد آن را جابجا کند منفجر شد. براون زنده ماند اما بینایی و قسمتی از دست راست خود را از دست داد.

### ۲۰۰۱
در ۱۰ ژانویه، یک بمب کوچک در خارج از سوپرمارکت یورومارشه در ریاض منفجر شد، ولی تلفات نداشت.
در ۱۵ مارس، بمبی که در یک منبع زباله خارج از کتاب فروشی جاریر در خیابان اولیا در مرکز ریاض قرار داده شده بود منفجر شد که یک بریتانیایی به نام رون جونز را مجروح کرد. جونز، چارلز بیار آمریکایی و دیوید سونی، کانادایی، همه کارمندان شرکت صنایع شیمیایی عربستان سابک (SABIC) توسط مقامات سعودی از بیمارستان تحویل گرفته شده و دستگیر شدند. در طی بازداشت۶۷ روزه، جونز برای «اعتراف» به اتهامات تحت شکنجه قرار گرفت و پس از ۶۷ روز آزاد شد. با سونی به‌طور مشابه رفتار شد و همراه با جونز آزاد شد. جونز و سونی به دلیل رفتار خشنی که با آن‌ها در بازداشت شد، قادر به انجام کار نبودند و سپس عربستان سعودی را ترک کردند. بایر در سلول انفرادی نگهداری شد، از نزدیک مورد بازجویی قرار گرفت، اما شکنجه نشد، وی اعتراف نکرد و پس از ۱۱ روز بدون اتهام آزاد شد پس از آنکه وزارت امور خارجه آمریکا (از طریق تلاش‌های پشت صحنه همسرش، جولیا، یک لابی گر سابق در واشینگتن دی سی، که حمایت نماینده کنگره آمریکا از محل سکونت شان و سناتور جک رید (دموکرات-رود آیلند)، یکی از همکلاسی‌های بیر در وست پوینت، را بدست آورد) در یک اقدام سیاسی نامه رسمی به دولت عربستان سعودی داد که خواستار دسترسی کنسولی به بیار بود. او به سرکار در سابک بازگشت اما در ژانویه سال ۲۰۰۲ عربستان سعودی را بدون مجوز ترک کرد و به نیویورک برای ادامه کار قانونی خود رفت.
در سوم ماه مه، یک دکتر آمریکایی گری هاچ پس از بازکردن یک بسته بمبگذاری شده در دفترش در الخبر، صورت و دستانش جراحت برداشت.
در آستانه حمله ایالات متحده به افغانستان در ۶ اکتبر۲۰۰۱، بمب‌گذار انتحاری (که مقامات سعودی ادعا می‌کنند یک دندانپزشک فلسطینی بوده‌است) یک عابر پیاده که کارمند آمریکایی ۳۳ ساله شرکت هالیبرتون از اهالی دانکن، اوکلاهما بود را کشت: مایکل جرالد مارتین، بیرون فروشگاه بزرگ متروپولیتن (معاملات مشیری) در الخبر یک همکار آمریکایی وی، کیت ماپل، نیز زخمی شده، و همچنین یک بریتانیایی و دو فیلیپینی نیز زخمی شدند.
در ۱۵ نوامبر یک بطری پر از اسید به ماشین یک خانواده آلمانی در ریاض پرتاب شد.

#### اتهامات مشارکت غربی
برای همه حمله به غربی‌ها در عربستان سعودی از نوامبر ۲۰۰۰ تا مه ۲۰۰۳ هیچ گونه بیانیه رسمی عمومی مبنی بر تحقیقات یا پیگرد قانونی وجود ندارد، به جز اتهامات سعودی‌ها علیه «معامله گران الکل»، گروه کوچکی از مهاجران غربی، عمدتاً بریتانیایی، که ادعاهای مقامات عربستان سعودی با یک جنگ چمن در برابر توزیع غیرقانونی الکل جنگیدند و در پشت بمب گذاری‌های خودرو بودند. همه کسانی که در تجارت الکل شرکت داشتند دستگیر و بازداشت شدند.
مظنونین به خوبی پرداخت می‌شوند و حرفه‌ای هستند که هیچ پرونده‌ای هم از جرایم خشونت‌آمیز ندارند. محققان سعودی مباحث در مورد این جنایات هیچ مدرک قانونی علیه آن‌ها ارائه ندادند، در بازجویی‌های مکرر از مشکوکان و در اتهاماتی که علیه بازداشت شدگان داشتند، علاقه‌ای به تجارت الکل نشان ندادند و علی‌رغم دستگیری متهمان ادعا شده، حملات به شهروندان غربی بسیار شبیه به موارد قبلی ادامه یافت. به گفته توماس هجهمر، «امروز، تعداد کمی در خارج از عربستان سعودی معتقدند که بازرگانان الکل بمب گذاری‌ها را انجام می‌دهند».
در اوایل سال ۲۰۰۱، فیلم ویدئویی «اعترافات» توسط ویلیام سامپسون و سندی میچل در کانال‌های تلویزیونی دولت عربستان سعودی پخش شد. به غیر از اعترافات، که هر دو نفر بعداً آن را رد کردند، هیچگونه شواهدی وجود نداشت که هیچ‌یک از بازداشت شدگان غربی را به بمبگذاری‌ها مرتبط سازد. سمپسون و میچل بعداً به اعدام محکوم شدند اما در ماه اوت سال ۲۰۰۳ در دادگاه مبادله زندانیانی که توسط انگلیس و آمریکا برای زندانیان سعودی از زندان گوانتانامو بازداشت شده بودند (اما عفو نشده بودند) آزاد شدند. هر دو نفر خود را بیگناه می‌دانند، و «اعترافات» را در نتیجه شکنجه اعلام می‌کنند. پیگیری در دادگاه انگلیس توسط این دو نفر پس از آزادی انجام شد ولی شکست خورد و آن زمانی بود که دادگاه عالی انگلستان حکم عدم امکان پیگرد عربستان سعودی تحت قانون مصونیت دولت‌ها مصوب سال ۱۹۷۸ را صادر کرد.
کسانی که به این قتل‌ها متهم شدند، متهم به انجام حملات به نمایندگی از ام آی شش، سرویس مخفی اطلاعات انگلیس شدند. دیپلمات‌های سفارت بریتانیا در ریاض توسط اسکاتلندیارد مورد بررسی قرار گرفتند و از هرگونه دخالت تبرئه شدند. یکی از کسانی که مورد بررسی قرار گرفت، معاون سفیر در ریاض، سایمون مک دونالد، که بعدها به عنوان سفیر بریتانیا در اسرائیل منصوب شد. گرچه مقامات سفارت بریتانیا در ریاض از ادامه سوء رفتار با بازداشت شدگان مطلع بودند، اما آن‌ها موفق به کسب حمایت از اداره امور خارجه و کشورهای مشترک‌المنافع در لندن برای فشار بیشتر برای آزادی آن‌ها نشدند.

### ۲۰۰۲
در ماه مه، یک سودانی تلاش کرد تا یک جنگنده آمریکایی را که از پایگاه هوایی پرنس سلطان بلند می‌شد را با یک موشک سام هفت (SA-7) هدف قرار دهد. این تلاش شکست خورد و در ماه ژوئن سعودی‌ها چندین مظنون را دستگیر کردند.
در ۵ ژوئن یک استرالیایی توسط یک تک تیرانداز در تبوک مورد شلیک قرار گرفت.
کمتر از یک ماه بعد در ۲۰ ژوئن، در النخیل حومه ریاض یک بریتانیایی به نام سیمون ونس، ۳۵ ساله که کارمند بانک بود پس از آنکه بمبی که زیر وسیله نقلیه اش قرار گرفته بود، چند ثانیه پس از آنکه وی به سمت محل کار خود حرکت کرد، منفجر و وی کشته شد.
در ۲۹ ژوئن، بمب کار گذاشته شده در خودروی یک زوج آمریکایی در ریاض توسط مقامات سعودی خنثی شد.
در ۲۹ سپتامبر مکس گرف آلمانی در مرکز ریاض در اثر انفجار خودروی بمب‌گذاری شده، کشته شد.

### ۲۰۰۳
در اوایل ماه فوریه یک مسلح به یک شهروند استرالیایی در خمیس مشیط شلیک کرد.
در ۲۰ فوریه، به رابرت دنت، کارمند شرکت بی ای ئی سیستمز (وسایل دفاعی و الکترونیک) شلیک و کشته شد در حالیکه وی در خودروی خود در انتظار سبز شدن چراغ راهنمایی رانندگی در ناحیه گرانادای ریاض بود.
یکی شهروند عربستان سعودی در ۱۸ مارس در انفجار یک ویلا در ناحیه الجزیره ریاض که در آن پلیس یک انبار سلاح و مواد منفجره را کشف کرد، کشته شد. اعتقاد بر این است که وی در حال ساخت یک بمب بود.
در اول مه شهروند سعودی در لباس نظامی نیروی دریایی عربستان سعودی به یک پایگاه آمریکایی نفوذ کرد و قبل از فرار بدون اینکه صدمه ببیند، یک آمریکایی را کشت.
پلیس در خانه‌ای در همان منطقه ریاض در ۶ مه پلیس با ستیزه‌جویان مشکوک درگیر تیراندازی شد. تمام نوزده مظنون فرار کردند و پلیس در جستجوی محل، یک انبار بزرگ دیگر از اسلحه و مواد منفجره را کشف کرد.
شورشیان با افزایش بمب گذاری‌های انقباضی ریاض یک گام بزرگ برداشته؛ در ۱۲مه، مهاجمان سه خودروی بمبگذاری شده را به محل‌های مسکونی غربی‌ها و دیگران زدند، که باعث قتل ۲۶ نفر شدند. همچنین ۹ بمب‌گذار نیز کشته شدند.
بمبگذاری‌های ترکیبی دولت عربستان سعودی به سرکوب ستیزه‌جویان منجر شد که تا این لحظه منکر شده بود که تهدید تروریستی در داخل پادشاهی وجود داشته‌است. نیروهای پلیس و گارد ملی در صدها حمله درگیر شدند و اسلحه و تجهیزات مورد استفاده ستیزه‌جویان را مصادره کردند.
در ۸ نوامبر ساعاتی پس از هشدار سفارت ایالات متحده در مورد حملات در عربستان سعودی، یک کامیون بمبگذاری شده در منطقه مسکونی المحی در ریاض منفجر و ۱۷ کارگر کشته و بیش از ۱۰۰ نفر زخمی شدند. بیشتر قربانیان مسلمان بودند که موجب اعتراض در میان شهروندان سعودی شد.

#### ادعای دخالت داخلی
براساس منابع اطلاعاتی آمریکا که توسط دیلی تلگراف نقل شده، عملیات بمب‌گذاری ۱۲ ماه مه "به میزان قابل توجهی به اطلاعات "داخلی" از مجموعه‌های ساختمانی متکی بوده‌است که این موضوع و دیگر شواهد نشان می‌دهد که القاعده حتی در میان نخبگان گارد ملی که در امنیت این مجموعه‌ها دخیل هستند، نفوذ دارد. در هر دو بمب‌گذاری سال ۲۰۰۳، بمب گذاران لباس‌های نظامی نیروهای امنیتی را پوشیده بودند.

### ۲۰۱۷
در ۷ ژانویه ۲۰۱۷، دو تروریست داعش توسط پلیس در الیاسمین در حومه ریاض کشته شدند. یکی از دو مرد طه سالم بن یسلام السیاری نام برده شد، که برای اعمال تروریستی قبلی تحت تعقیب بود، و نفر دیگر طلال بن سمران الساعدی، که در برنامه توانبخشی تروریستی عربستان آزاد شده بود. افسر پلیس که تروریست‌ها را کشت، سروان جیبران جابر اعواجی در درگیری مسلحانه زخمی شد.
در ۹ مارس ۲۰۱۷ یک افسر پلیس توسط یک عضو داعش کشته شد. سپس فرد مجرم توسط مأموران پلیس کشته شد.

#### جاسوسان تحت حمایت ایران
در ۲۸ اوت ۲۰۱۷ مقامات امنیتی عربستان گزارش دادند که یک گروه از جاسوسان ایران که قصد داشتند از طریق فرودگاه بین‌المللی شاه فهد در دمام کشور را ترک کنند دستگیر شدند. این افراد اعتراف کردند که در شهر مشهد در اردوگاه‌های سپاه پاسداران آموزش‌هایی در مورد سلاح و مواد منفجره دریافت کرده‌اند. آن‌ها اعتراف کردند که پس از ورود به فرودگاه مشهد توسط نفرات سپاه به آپارتمانهای مبله در این شهر منتقل شده و سه روز را در آنجا بسر برده‌اند، سپس آن‌ها را به اردوگاه‌های آموزشی سپاه منتقل کرده‌اند و در مسیر تردد به اردگاه، چشم آن‌ها بسته‌اند. آن‌ها در یک محیط خصوصی و ایزوله آموزش داده شده‌اند.